# Steatoda kiwuensis
Steatoda kiwuensis là một loài nhện trong họ Theridiidae.
Loài này thuộc chi Steatoda. Steatoda kiwuensis được Embrik Strand miêu tả năm 1913.